# Naprzód
Naprzód – pismo socjalistyczne PPSD, a następnie PPS wychodzące w latach 1892–1948. 

## Historia
Decyzja o wydawaniu pisma zapadła 20 grudnia 1881 r. na poufnym spotkaniu galicyjskich socjalistów. Pierwszy numer wyszedł 1 stycznia 1892 r. Galicyjska Partia Socjaldemokratyczna (późniejsza PPSD) na swym pierwszym zjeździe w dniach 31 stycznia–2 lutego 1892 r. uznała pismo za swój organ partyjny.  
Tytuł nawiązuje do fragmentu wiersza Adama Asnyka „trzeba z żywymi naprzód iść, po życie sięgać nowe” lub według innych opinii do powstałego w tym samym czasie organu niemieckich socjalistów gazety „Vorwärts” (niem. Naprzód).
„Naprzód” od 1892-1948 r. był jednym z głównych dzienników krakowskich, obok konserwatywnego „Czasu”, liberalno-demokratycznej „Nowej Reformy”, chrześcijańsko-demokratycznego „Głosu Narodu” i ogólnoinformacyjnego „IKC”. To również pierwsze ukazujące się na ziemiach polskich socjalistyczne pismo codzienne, które obok „Robotnika” posiadało wiodącą pozycję w prasie tej orientacji na rynku polityczno-prasowym Krakowa, Galicji, a w II Rzeczypospolitej zachodniej i środkowej Małopolski. Główny organ Polskiej Partii Socjalistycznej Galicji i Śląska Cieszyńskiego reprezentował i odwoływał się do lewicowo zorientowanej części społeczeństwa. W Galicji toczył zmagania o demokratyzację, o poprawę materialnego bytu uboższych warstw społecznych, szczególnie robotników, wspierał niepodległościowe dążenia Józefa Piłsudskiego. Współtworzył program socjalistów galicyjskich. Obok tematyki politycznej i społecznej istotne miejsce na jego łamach zajmowała problematyka społeczno-kulturalna i literacka. Podobnie było w okresie międzywojennym. 
Do 1 października 1934 r. „Naprzód” wychodził jako pismo samodzielne. Od tego momentu stał się mutacją „Robotnika”. Ostatni numer 224 ukazał się 2 września 1939 r..
W latach 1945–1948 „Naprzód” ukazywał się jako organ Okręgowego Komitetu Robotniczego PPS-WRN w Krakowie.
W okresie wrzesień 1988 – kwiecień 1990 wychodziło pismo „Naprzód. Pismo ludzi pracy” nawiązujące do tradycji pisma. Był on wydawany przez „odbudowaną” w 1987 r. Polską Partię Socjalistyczną. Od numeru 1 do 10 wydawany był przez Komitet Założycielski Organizacji Terenowej PPS w Nowej Hucie, zaś od numeru 11 Małopolski Komitet Okręgowy PPS (związany z TKK PPS).  
Redaktorem naczelnym tego pisma był Krzysztof Ślusarek.

## Redaktorzy naczelni
Pierwszym wydawcą i redaktorem naczelnym był Jan English. W styczniu 1893 r. redakcję pisma objął Ignacy Daszyński, następnie Tadeusz Reger, a od 1895 r. Emil Haecker. Podczas II wojny światowej wydawane było początkowo przez Józefa Cyrankiewicza, następnie Adama Rysiewicza oraz Edwarda Hałonia. Po 1945 roku pismo wydawał Komitet, a od 1946 J. Dąbrowski, J. Wiśniewski. 

## Nakład i częstotliwość
W 1892 r. krakowski Naprzód wychodził początkowo w nakładzie 880 egzemplarzy, w 1902–2200 egz., a w 1914 –od 1 do 6 tysięcy egzemplarzy. W okresie międzywojennym ukazywał się w nakładzie od 3 do 15 tysięcy egzemplarzy. Po II wojnie światowej 15 tysięcy egzemplarzy. 
Do 1894 r. pismo wychodziło w cyklu dwutygodniowym, zaś od 1895 r. tygodniowym. W okresie 1900–1939 „Naprzód” wychodził jako dziennik. Od 30 kwietnia 1919 r. z podtytułem „Organ PPS”. 
W okresie 1939–1945 pismo wychodziło dwa – trzy razy w tygodniu.